# Феокрит
Феокрит (др.-греч. Θεόκρῐτος, ок. 300 — ок. 260 до н. э.) — древнегреческий поэт III в. до н. э., известный преимущественно своими идиллиями.

## Биография
Родился он между 315 и 300 гг. до н. э., в Сиракузах или на о-ве Косе — об этом спорили уже древние; более вероятным представляется первое предположение. Несомненно, что в юношеском возрасте он переселился на остров Кос, который был тогда (благодаря роскошной природе, а также знаменитому храму Асклепия-Эскулапа и практиковавшим при нём опытным врачам так называемой косской школы) очень посещаемым курортом и одним из центров греческой интеллигенции, после падения Афин.
Это переселение имело решающее влияние на поэтическую деятельность Феокрита: он стал учеником Филета Косского, который был родоначальником александрийской элегии. Подражателем его Феокрит, однако, не стал: он только воспринял то общее настроение, которым была проникнута поэзия Филета, но выражал его вполне самостоятельно, в других формах поэтического творчества.
Как ученик Филета, Феокрит стал членом косского кружка поэтов, к которому принадлежали ещё поэт-врач Никий, поэт-астроном Арат, его учитель Аристофер, эпический поэт Риан (автор эпоса о мессенской войне) и др. В этом кружке поэтов существовал обычай, введённый, кажется, самим Феокритом — называть себя в шутку простонародными, пастушескими именами; так, сам Феокрит называл себя Симихидом.
Обычай этот, впервые встречающийся здесь, перешёл потом благодаря подражанию Виргилия, в «Академию» Карла Великого, затем в разные итальянские, французские и другие «Аркадии» эпохи Возрождения и галантной поэзии. Самая подкладка пастушеской жизни и вызванная ею пастушеская поэзия особенно процветала в Сицилии, родине Феокрита, который таким образом был естественным посредником между ней и своим кружком.
Из Коса поэт, по-видимому, вернулся на родину в Сицилию. Мы не знаем причины этого возвращения; ещё менее можем мы указать причину, почему он пожелал променять независимое положение вольного певца на более стесненное — придворного поэта.
Его первые шаги в этом направлении успеха не имели; тогда он постарался обратить на себя внимание самого могущественного властителя своей сицилийской родины, сиракузского царя Гиерона. Но и написанная в честь этого последнего хвалебная поэма «Гиерон» (сохранена: № 16) не дала желаемых результатов: очевидно, умный царь, более полувека с твёрдостью руководивший сиракузской политикой, не был ценителем поэтических талантов. Тогда Феокрит — это было в 70-х годах III в. — возложил свои надежды на египетского царя Птолемея II Филадельфа, который сам был уроженцем острова Кос и сохранил дружеские связи с ним. Тонко образованный, Птолемей оценил Феокрита по достоинству, и поэт остался у него, по-видимому, до конца своей жизни.

## Сочинения
Под именем Феокрита до нас дошло 57 поэтических сочинений, из них 24 эпиграммы, остальные весьма разнородны по жанру. Это мимы, похвальные песни (энкомии), любовные стихотворения, эпиталамий, эпиллии (малые эпосы), буколики. Из двенадцати буколических сочинений не все принято считать подлинными: четыре из них, по всей вероятности, приписаны Феокриту позднее. Плиний Старший писал о его сочинениях: «Ты можешь назвать их либо эпиграммами, либо идиллиями, либо эклогами, либо, как многие, поэмами, либо как-нибудь иначе, как тебе больше нравится» (Hist. nat., IV, 14). Статья в византийском словаре IX в. «Суда» гласит: «Феокрит написал так называемые буколические поэмы дорическим диалектом».
Все буколики Феокрита написаны гекзаметром, однако гекзаметр Феокрита отличается от древнего эпического регулярно выдерживаемой после четвёртой стопы второй цезурой, именуемой с этого времени цезурой буколической. Благодаря ей произносить феокритовские стихи легче: появляется дополнительная пауза, позволяющая перевести дыхание.
Композиция буколики та же, что в драме: пролог (два пастуха соперничают в любви к пастушке), агон (состязание в пении), перипетия, эпилог (решение о победителе в пении).
Нормальной формой феокритовой буколики было сочетание песни со сценкой (мимом, др.-греч. μΐμος), причём изредка песня могла отсутствовать и вся буколика сводилась к сценке. Эта последняя разновидность, принятая Геродом, играет у Феокрита лишь очень скромную роль. Такова внешняя форма феокритовой буколики: что касается её характера, то следует различать любовные и «реалистические» буколики. Выше стоят первые, то есть главным образом № 1 (пастух Тирсис, по просьбе другого пастуха, поет ему песню о смерти пастуха Дафниса, умершего вследствие своего нежелания подчиниться роковой любви, насланной на него Афродитой в наказание за его гордое целомудрие), № 3 (серенада влюбленного), № 7 (поэтический спор двух друзей, развлекающихся им в жаркий день на пути к косскому помещику, пригласившему их справить вместе праздник дожинок, так назыв. «фалисии»); сюда же относится и № 11 (серенада мифического пастуха, киклопа Полифема, влюбленного в Галатею), хотя здесь любовное чувство изображено с иронией.
Их достоинство заключается в неподражаемо тонкой передаче настроения: чувствуется полная гармония окружающего ландшафта с описываемым аффектом, будь то тихая радость или тихая грусть. Настроение подчеркивается и подбором слов, и структурой предложений, большей частью кратких и отрывистых, и стихом. Сказанное следует отнести и к № 2, хотя мы тут специально пастушеской обстановки не имеем. Это так называемая «чародейка»: девушка-мещанка, покинутая своим милым, прибегает к помощи волшебства, чтобы вернуть себе его любовь; дело происходит ночью, при свете луны, которой девушка, по совершении магического обряда, поверяет историю своей любви. Эта поэма, вместе с № 1 и 7, о которых упомянуто выше, и № 15, о котором речь будет ниже — лучшее, что мы имеем от Феокрита. Образцом «реалистических» буколик Феокрита может считаться № 4 — разговор угрюмого пастуха Батта с глуповатым подпаском Коридоном, который, не замечая в словах своего собеседника колкостей на свой счёт, добродушно отвечает на его вопросы, касающиеся разных мелочей пастушеской жизни. Здесь, как равно и в следующем № 5, снижение доведено до очень далеких пределов и касается таких предметов, которых Феокрит чуждается в своих любовных поэмах.
К последней, александрийской эпохе жизни поэта относятся, главным образом, три его поэмы: сценка № 14, где он в аллегорической форме объявляет о своей решимости перейти к Птолемею, как «лучшему царю для свободного человека», № 17 (хвалебная поэма в честь Птолемея, параллельная по содержанию «Гиерону», но более выработанная по форме и менее искренняя по духу) и особенно № 15, один из перлов феокритовой поэзии — сценка «Сиракузянки» или «праздник Адониса». По форме мы имеем здесь такое же сочетание лирической песни с драматической сценкой, как и в буколиках; героини сценки — две живущие в Александрии мещанки, родом сиракузянки, из которых одна приглашает другую посмотреть справляемый царицей праздник Адониса: их разговоры, их приключения на пути во дворец передаются с большим реализмом, приправленным тончайшим юмором; во дворце они слышат песню приглашенной певицы в честь Адониса — драматический элемент сменяется лирическим.
В Александрии Феокриту пришлось принять участие в крупном литературном споре между двумя самыми видными представителями тогдашней поэзии, Каллимахом и Аполлонием Родосским, из коих первый был поборником нового направления поэзии и изощрял свой талант на небольших по объёму, но тщательно отделанных поэмах элегического или эпического характера, а последний старался призвать к новой жизни крупную эпопею гомеровской эпохи. Феокрит высказался в пользу первого; своё сочувствие ему он заявил уже в нескольких стихах, вставленных им в его «Фалисии» (№ 7), а затем и засвидетельствовал его на деле, написав несколько эпиллиев, из которых лучшие: № 13 — о судьбе молодого аргонавта Гиласа, которого похитили речные нимфы, и № 24 — о подвиге младенца Геракла, задушившего обеих змей, которые были посланы Герой убить его в его колыбели; сюда же примыкает и № 18 — эпиталама спартанских девушек в честь брака Менелая и Елены.
Все названные поэмы написаны гекзаметром; если к ним прибавить ещё три последние поэмы сборника (№ 28—30), написанные элегическим дистихом (из них особенно интересна № 28 — «Веретено», посвящённая поэтом супруге своего друга Никия), ряд эпиграмм (сохранено 25, из которых, впрочем, далеко не все признаются подлинными) и шуточное стихотворение «сиринга», которое по своей внешней форме (10 постепенно сокращающихся двустиший) напоминает этот музыкальный инструмент и в мудреном слоге прославляет его изобретателя Пана, — то все типы феокритовой поэзии будут перечислены.
Сам Феокрит, по-видимому, сборника своих стихотворений не издавал; после его смерти он был забыт и только через полтора века, когда поэзия александрийской эпохи сама отошла в прошлое, интерес к нему воскрес. Впервые были собраны вместе первые девять идиллий, как видно по форме последней из них, к которой издатель прибавил так сказать заключительные аккорды; но дошедший до нас сборник восходит к грамматику I в. Артемидору, сын которого, Феон, составил первый комментарий к Феокриту в издании своего отца. Это издание обнимало только 17 идиллий. В каком отношении находилось к нему то, которым пользовался Вергилий для своих эклог, а также те несколько сборников под различными именами, которые упоминает Суда, равно как их хронология и подлинность некоторых сочинений — все это запутанные и неудоборазрешимые вопросы.

### Тексты и переводы
- Феокрит. Мосх. Бион. Идиллии и эпиграммы. / Пер. и комм. М. Е. Грабарь-Пассек. Отв. ред. Ф. А. Петровский. (Серия «Литературные памятники») М.-Л., Издательство АН СССР, 1958. 328 стр. 15000 экз.
  - 2-е изд., репр. М.: Ладомир-Наука. 1998.
- Изданный в серии «Loeb classical library» (№ 28, пер. Эдмондса) том буколики включает Феокрита, Биона и Мосха.
- Издание в серии «Collection Budé»: Bucoliques grecs (1925). (том 1 — Феокрит, том 2 — Мосх, Бион, прочие)

### Исследования
- Никитин П. В. Об основах для критики текста эолических стихотворений Феокрита. Киев, 1876. 101 стр.
- Семенов А. Ф. Введение к чтению Феокрита. Киев, 1896. 73 стр.
- Чистякова Н. А. Эллинистическая поэзия: Литература, традиции и фольклор. Л.: Изд-во ЛГУ, 1988. 176 стр. С. 78-100.

### Схолии к Феокриту
- Схолии к Феокриту (издание 1878 года)
- Схолии к Феокриту (издание 1914 года)
- Новое издание: Scholia in Theocritum vetera. Recensuit Carolus Wendel. 1967. XL. 407 p.